# Mărgăritești (okręg Buzău)
Mărgăritești – wieś w Rumunii, w okręgu Buzău, w gminie Mărgăritești. W 2011 roku liczyła 198 mieszkańców.